# Бујнакск
Бујнакск (рус. Буйнакск) град је у Русији у републици Дагестан. Према попису становништва из 2010. у граду је живело 65.735 становника.

## Становништво
Према прелиминарним подацима са пописа, у граду је 2010. живело 65.735 становника, 4.298 (7,00%) више него 2002.
| 1939.  | 1959.  | 1970.  | 1979.  | 1989.  | 2002.  | 2010.  |
| ------ | ------ | ------ | ------ | ------ | ------ | ------ |
| 22.081 | 32.956 | 37.946 | 46.566 | 56.783 | 61.437 | 62.623 |